# Alpska liga
Alpska liga (tudi Alpenliga) je bila mednarodna hokejska klubska liga, v kateri so sodelovali klubi iz Slovenije, Avstrije in Italije, potekala je med letoma 1991 in 1999.

## Prvaki
| Sezona  | Prvak            | Podprvak       |
| ------- | ---------------- | -------------- |
| 1991/92 | HC Devils Milano | HC Bolzano     |
| 1992/93 | HC Alleghe       | HC Bolzano     |
| 1993/94 | HC Bolzano       | HC Milano      |
| 1995/96 | VEU Feldkirch    | CE Wien        |
| 1996/97 | VEU Feldkirch    | Olimpija Hertz |
| 1997/98 | VEU Feldkirch    | EC KAC         |
| 1998/99 | VEU Feldkirch    | HC Bolzano     |

## Sodelujoči klubi
- Avstrija:
  - EC KAC
  - EC VSV
  - VEU Feldkirch
  - Kapfenberger SV
  - EC Graz
  - EHC Lustenau
  - EK Zell am See
  - EV Innsbruck
  - Wiener EV

- Italija:
  - HC Bolzano
  - WSV Sterzing Broncos
  - HC Meran
  - Asiago Hockey
  - SG Cortina
  - HC Alleghe
  - SHC Fassa
  - SG Bruneck
  - HC Milano Saima
  - HC Milano
  - HC Devils Milano
  - HC Varese
  - HC Gherdeina
  - HC Courmayeur
  - HC Fiemme Cavalese
  - USG Zoldo

- Slovenija:
  - HK Jesenice
  - Olimpija Hertz
  - HK Bled